# Уньва (приток Полуденного Кондаса)
Уньва — река в России, протекает в Усольском районе Пермского края. Устье реки находится в 31 км по левому берегу реки Полуденный Кондас. Длина реки составляет 54 км, площадь водосборного бассейна 242 км².
Река образуется на Верхнекамской возвышенности близ границы с Кудымкарским районом в 16 км к северо-востоку от посёлка Каменка слиянием небольших рек Северная Уньва и Южная Уньва. Притоки — Кекурка, Мостовая, Пронская, Чёрная, Слудская, Ужеговка, Семёновка (левые); Сысоевка, Прудовая (правые). Течёт на юго-восток, верхнее течение проходит по нежилому, заболоченному лесу, в нижнем течении на левом берегу реки посёлок Верх-Кондас и деревни Гари и Городище. Ниже последней впадает в Полуденный Кондас, ширина реки у устья — 10 метров.

## Данные водного реестра
По данным государственного водного реестра России относится к Камскому бассейновому округу, водохозяйственный участок реки — Кама от города Березники до Камского гидроузла, без реки Косьва (от истока до Широковского гидроузла), Чусовая и Сылва, речной подбассейн реки — бассейны притоков Камы до впадения Белой. Речной бассейн реки — Кама.
По данным геоинформационной системы водохозяйственного районирования территории РФ, подготовленной Федеральным агентством водных ресурсов:
- Код водного объекта в государственном водном реестре — 10010100912111100007680
- Код по гидрологической изученности (ГИ) — 111100768
- Код бассейна — 10.01.01.009
- Номер тома по ГИ — 11
- Выпуск по ГИ — 1